# Kiribina
 (janvier 2019).
Kiribina est une localité du sud-ouest du Burkina Faso située à 5 km de la ville de Banfora sur l'axe menant à Sindou.
Sa position UTM est US07 et sa référence Joint Operation Graphics NC30-05[réf. souhaitée].